# Andrew Trim
Andrew Lawrence Trim (* 30. Dezember 1968 in Sydney) ist ein ehemaliger australischer Kanute.

## Erfolge
Andrew Trim nahm dreimal im Zweier-Kajak mit Daniel Collins an Olympischen Spielen teil. Bei ihrem Olympiadebüt 1992 in Barcelona schieden sie über 500 Meter im Halbfinale aus, während sie über 1000 Meter nicht über die Hoffnungsläufe hinaus kamen. Vier Jahre darauf traten sie in Atlanta lediglich auf der 500-Meter-Strecke an und qualifizierten sich als Zweite ihres Vorlaufs und ihres Halbfinallaufs erstmals für das Finale. Nach 1:29,409 Minuten überquerten sie nach den siegreichen Deutschen Kay Bluhm und Torsten Gutsche sowie Beniamino Bonomi und Daniele Scarpa aus Italien als Dritte die Ziellinie und sicherten sich damit die Bronzemedaille.
Bei den Olympischen Spielen 2000 in Sydney verpassten sie über die 500-Meter-Distanz als Vorlaufszweite zwar die direkte Finalqualifikation, holten dies aber mit einem Halbfinalsieg nach. Im Endlauf belegten sie nach 1:47,895 Minuten hinter Zoltán Kammerer und Botond Storcz aus Ungarn den zweiten Platz, sodass sie die Silbermedaille gewannen.
Bereits 1997 wurden Trim und Collins Weltmeister mit einem Sieg im Zweier-Kajak über 500 Meter in Dartmouth. Zwei Jahre darauf belegten sie in Mailand bei der Weltmeisterschaft in dieser Disziplin den dritten Platz.
Nach den Olympischen Spielen 2000 beendete er seine Karriere und arbeitete anschließend als Immobilienmakler.